# Martini Brauerei
Koordinaten: 51° 19′ 4″ N, 9° 28′ 43,8″ O

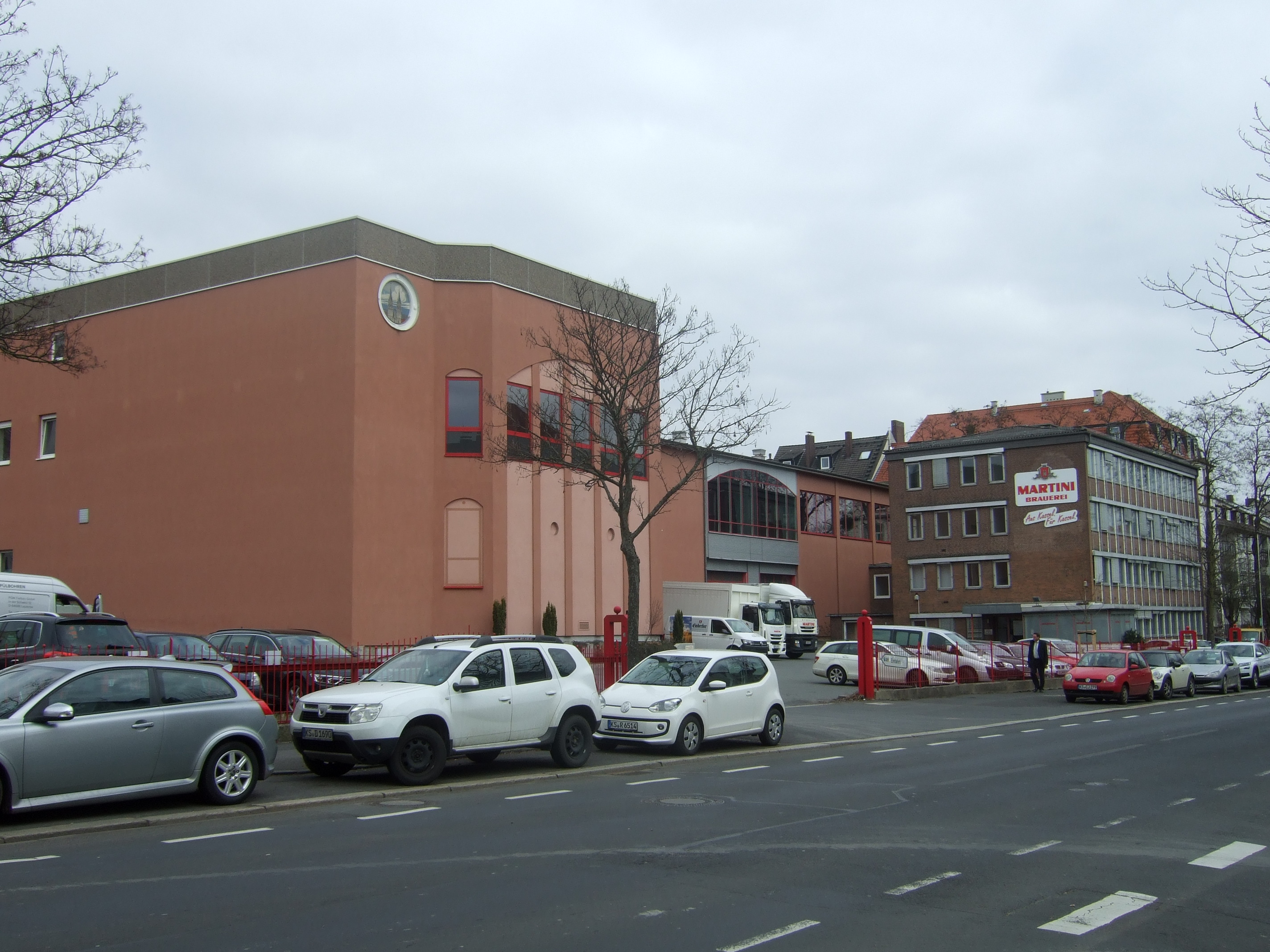
Ehemalige Martini Brauerei in Kassel (2017)

Die Martini Brauerei GmbH ist ein Brauereiunternehmen, das 1859 in Kassel gegründet wurde und seit 1997 zur Einbecker Brauhaus AG gehört. Seit 2015 wird das Bier ohne eigene aktive Brauerei im niedersächsischen Einbeck gebraut.

## Geschichte
1859 eröffnete der gebürtige Bayer Adolf Kropf in Kassel die „Bayerische Bierhalle“, in der das erste Martini Bräu ausgeschenkt wurde. Die erste Niederlassung der Brauerei befand sich neben der Martinskirche, deren Turmpaar sie auch heute noch im Firmenwappen trägt. Das Bier unterschied sich durch seine dunkle Farbe und die starke Stammwürze von den anderen regionalen Biersorten.
Nachdem die Kapazitätsgrenze der Brauerei von 24.000 Hektoliter Jahresausstoß mehrmals überschritten wurde, wechselte der Gründer Adolf Kropf 1895 vom kleinen Betrieb am Martinsplatz zu einem geräumigen Felsengrundstück an der Kölnischen Straße.
Die Brauerei wurde im Zweiten Weltkrieg durch Bombenschäden und Feuer fast völlig zerstört. Auch die „Bayerische Bierhalle“ wurde zerstört. Unter starkem Einsatz konnten die Familie Kropf mit Betriebsangehörigen die Brauerei aus eigenen Mitteln wieder aufbauen und als Privatunternehmen erhalten.
1970 wurde die Privatbrauerei zusammen mit anderen Getränkeherstellern Mitglied des Vitamalz-Verbundes, deren Mitglieder sich dazu verpflichten, Vitamalz nach einheitlicher Rezeptur zu brauen.
1992 wurde die Martini Brauerei an die Henninger Bräu AG in Frankfurt verkauft. Im Oktober 1997 übernahm die Einbecker Brauhaus AG die Martini Brauerei GmbH unter den Prämissen, die Braustätte in Kassel zu erhalten und auszubauen, sowie unter dem Markendach „Martini“ hochqualitatives Bier zu brauen und Bierspezialitäten zu entwickeln. Zur Erfüllung dieser Ziele wurden in den Jahren 1998 und 1999 fünf Millionen Euro in die technische Ausstattung der Brauerei investiert.
In den Jahren nach der Übernahme durch das Einbecker Brauhaus wurden ein Weißbier, ein Radler, sowie das Kasseler Premium Pils in den Markt eingeführt. 2002 wurde das Martini Weißbier beim World Beer Cup mit Gold in der Kategorie Weißbier süddeutscher Brauart ausgezeichnet.
Die Martini Brauerei beschäftigte ca. 20 Mitarbeiter. 2002 wurde bei einem Bierausstoß von 120.000 Hektoliter ein Umsatz von 10 Millionen Euro erzielt.

### Schließung
Von 2014 bis 2015 wurden schrittweise sämtliche Produktionsprozesse nach Einbeck verlagert und die Brauerei 2016 geschlossen.

### Zukunft
Im Sommer 2017 begannen die Abrissarbeiten. Bis auf das Sudhaus und das Verwaltungsgebäude wurde die Brauerei komplett abgerissen.
Auf dem Gelände entsteht seitdem ein neues Stadtquartier unter dem Namen "Martini-Quartier", das neben Wohnungen auch Büros, Gewerbeflächen, Gastronomie, eine Kita und Wohnraum für Studenten und Menschen mit Behinderung bieten soll. Im Martini-Quartier schaffen neun Bauherren insgesamt 240 Wohnungen, ein Drittel davon öffentlich gefördert.

## Biersorten
Die Brauerei vertrieb zahlreiche Biersorten und -arten, darunter:
- Martini Edel-Pils, Martini Meister-Pils
- Nörten Hardenberger Bock
- Nörten Hardenberger Export
- Nörten Hardenberger Pils (wird nach Originalrezept einer ehemaligen Brauerei aus Nörten-Hardenberg gebraut)
- Nörten Hardenberger Zwickl